# Lookout Mountain (Tennessee)
Lookout Mountain é uma cidade  localizada no estado norte-americano de Tennessee, no Condado de Hamilton.

## Demografia
Segundo o censo norte-americano de 2000, a sua população era de 2000 habitantes.
Em 2006, foi estimada uma população de 1881, um decréscimo de 119 (-6.0%).

## Geografia
De acordo com o United States Census Bureau tem uma área de
3,3 km², dos quais 3,3 km² cobertos por terra e 0,0 km² cobertos por água.

## Localidades na vizinhança
O diagrama seguinte representa as localidades num raio de 12 km ao redor de Lookout Mountain.